# Linnea Samia Khalil
Samia Linnéa Khalil, född 1 oktober 1987 i Kungälv, Kungälvs kommun, är en svensk sångerska, låtskrivare, musiker och kläddesigner. I början av sin karriär använde hon endast "Samia" som artistnamn, men lade senare även till hela sitt namn.

## Biografi
Linnea Samia Khalil växte upp i Kungälv, Kungälvs kommun.
Redan 2002 fick Linnea Kungälvs kulturstipendium, som den yngsta stipendiaten någonsin.
2020 grundande Linnéa klädmärket Pampas.
 2024 designade hon Eurovision vinnaren NEMOS scenkläder.
Linnea Samia Khalil har samarbetat mycket med rapparen Ken Ring och har medverkat både live och på inspelningar sen 2010. Bland annat deltog de i Lotta på Liseberg sommaren 2016. Under vintern 2016-2017 var de ute på turnén "En akustisk upplevelse" tillsammans.
Hon deltog i realityprogrammet True Talent 2011 där hon slutade på en sjätteplats.
Under 2015 satte Linnea Samia Khalil upp föreställningen "Cosy Corner" tillsammans med Loulou Lamotte på Victoriateatern i Malmö. Föreställningen gästades av en rad olika artister, bland andra Marit Bergman.

## Diskografi

### EP
- Inhale (2012)

### Singlar
- Jag vet hur du smakar (2020)
- Förlorad (2019)
- Andas (2018)
- Du kommer klara dig ändå (2018)
- Kärlek på låtsas (2014)
- En kärleksförklaring (2013)

### Samarbeten

#### MedKen Ring
- Eldsjäl (2016)
- Du och jag (Till minne av Johan) (2016)
- Don Rene (2016)
- Livet (2014)
- Bikten (2014)
- Ensamma mammor(2014)
- Du och jag (2013)

#### MedVic Vem
- Genom natten (Med Samia) (2015)